# Російський Провіданс

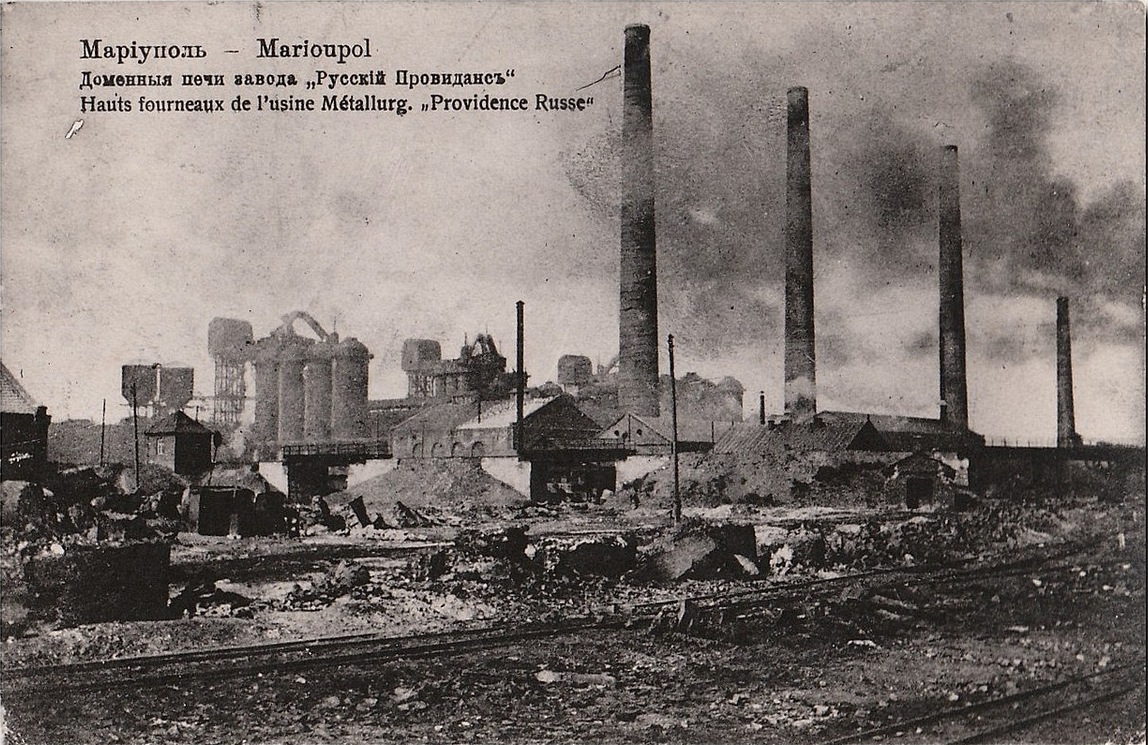
Доменні печі заводу «Російський Провіданс»

«Російський Провіданс», повна назва «Російський Провіданс у Маріуполі, акціонерне товариство» (фр. Providence Russe a Mariupol, societe anonyme), — одне з найбільших іноземних акціонерних товариств, що діяло у вітчизняній чорній металургії наприкінці 19 — на початку 20 століть. Створене у 1899 році бельгійською компанією «Форж де ля Провіданс» на бельгійські кошти; правління перебувало в Брюсселі (Бельгія), відповідальна агенція — у Санкт-Петербурзі.
Директорами управління товариства були цензор Бельгійського національного банку Біурж, довірена особа Паризько-Нідерландського банку Дарсі, який пізніше, з 1904 року, був постійним головою «Продамету», та сенатор Одак. В Україні «Руському Провідансу» належали заснований у 1897 році чавуноливарно-залізоробний завод «Провіданс» поблизу ст. Сартана (нині селище міського типу, підпорядковане Іллічівській райраді м. Маріуполь), кам'яновугільна копальня в Макіївці, а також залізні рудники в містечку Кривий Ріг.
У період з 1900 по 1914 рік основний капітал «Руського Провіданса» зріс із 15 до 25 млн рублів, причому левова частка його була спрямована на розвиток саме власного металургійного виробництва. Завод «Провіданс» силами 3,5—4 тис. робітників (1908—1912) постачав споживачеві ливарний і переробний чавун, листове й сортове залізо, рейки, балки, швелери.
У 1914 році товариство володіло металургійним заводом з коксівною фабрикою на 230 печей, залізорудною копальнею «Бухіннік» у Мусіївській волості Олександрійського повіту Харківської губернії, кам'яновугільною шахтою на Рутченківській кам'яновугільній копальні (тепер на території Донецька). Правління розташоване було у Парижі за адресою 5, rue Chau-chat, відповідальне агентство — у Петербурзі, кореспонденція і телеграфні повідомлення приймалися за адресою: Сартана — Провіданс.
За Тимчасового уряду діяльність товариства значно скоротилася, а після націоналізації більшовиками (грудень 1917 р.) воно припинило існування. Завод «Провіданс» 1919 р. став власністю держави, у лютому 1920 р. увійшов до складу Маріупольського об'єднання радянських підприємств, у 1924 році отримав ім'я В. Леніна (завод ім. Ілліча), із 1948 року — Жданівський металургійний завод ім. Ілліча. Випускав конструкційні та броньові марки криці, труби для бурових колон і цистерн.
У 1958 році на базі машинобудівних цехів Жданівського металургійного заводу було створено окремий машинобудівний завод. Зараз має назву Маріупольського металургійного заводу, виготовляє чавун, сталь, листовий прокат тощо. Копальні та рудники «Руського Провіданса» стали основою сучасних державних об'єднань «Кривбасруда» та «Макіїввугілля».

## Виноски
1. 1 2 3 4 5  Машкін О. М. Русский провиданс [Архівовано 13 квітня 2016 у Wayback Machine.] // Енциклопедія історії України : у 10 т. / редкол.: В. А. Смолій (голова) та ін. ; Інститут історії України НАН України. — К. : Наукова думка, 2012. — Т. 9 : Прил — С. — С. 386. — ISBN 978-966-00-1290-5.
2. 1 2  Д. Ф. Вірник. Економічні передумови Великой Жовтневой соціалістичной революції. — К.: Наукова думка, 1967. — С. 55.
3. ↑  Календарь-ежегодник. Приднепровье. Памятная книжка Екатеринославской губернии на 1914 год. — Екатеринослав, 1914. — С. 380, 384, 401. (рос. дореф.)